# Force Z
Ne pas confondre avec la Force Z du Corps expéditionnaire français en Scandinavie.
La Force Z est le nom d'un détachement de navires britanniques comprenant le cuirassé HMS Prince of Wales, le croiseur de bataille HMS Repulse et des destroyers les accompagnant. En 1941, la raison de ce détachement est de renforcer la flotte britannique en Orient et de protéger les possessions du Commonwealth dans le cadre de la stratégie de Singapour.
 L'absence de couverture aérienne a conduit à l'anéantissement de cette force par l'aviation japonaise le 10 décembre 1941.
 La Force Z était commandée par l'amiral Tom Phillips.

## Composition
La composition de cette Force est :
- le cuirassé HMS Prince of Wales, commandé par le capitaine de vaisseau John Leach ;
- le croiseur de bataille HMS Repulse, commandé par le capitaine de vaisseau William Tennant ;
- quatre destroyers : trois de la classe E : HMS Electra, HMS Express et HMS Encounter et un de la classe J : HMS Jupiter.
 Mais pour sa dernière sortie, deux vieux destroyers construits durant la Première guerre mondiale, les HMS Tenedos et HMAS Vampire, remplacent les HMS Encounter et HMS Jupiter endommagés qui restent à Singapour pour réparation ;
- le porte-avions HMS Indomitable qui devait apporter une couverture aérienne, s'échoue en Jamaïque. Il devait être remplacé par le porte-avions HMS Hermes. Mais ce dernier étant plus ancien et considéré comme trop lent, l'amiral Philips ne souhaita pas sa participation.

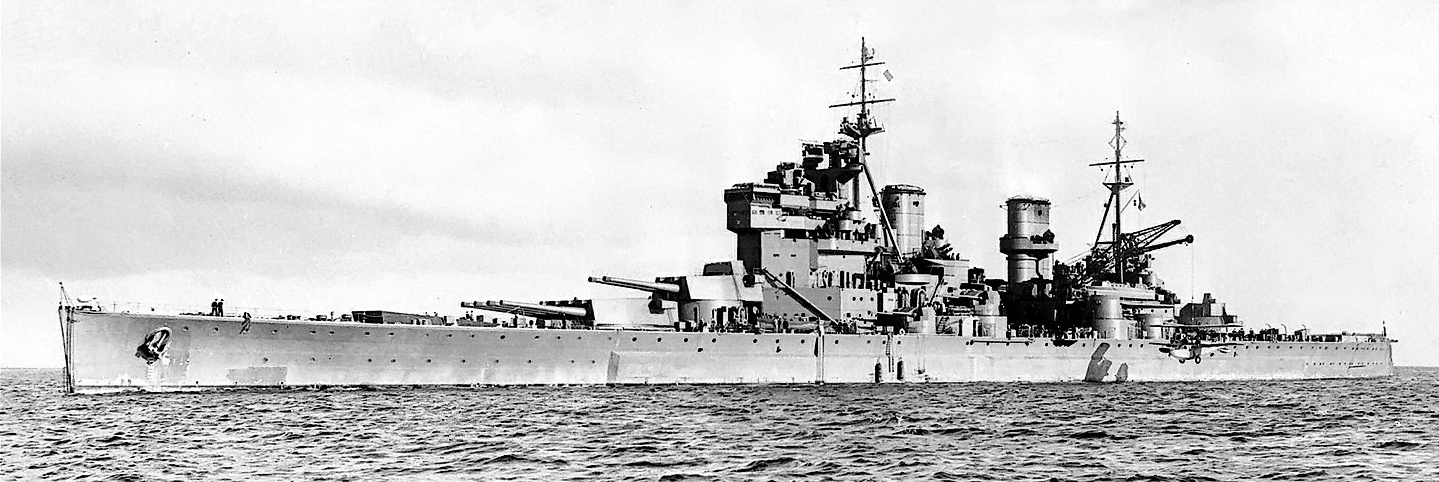
HMS Prince of Wales
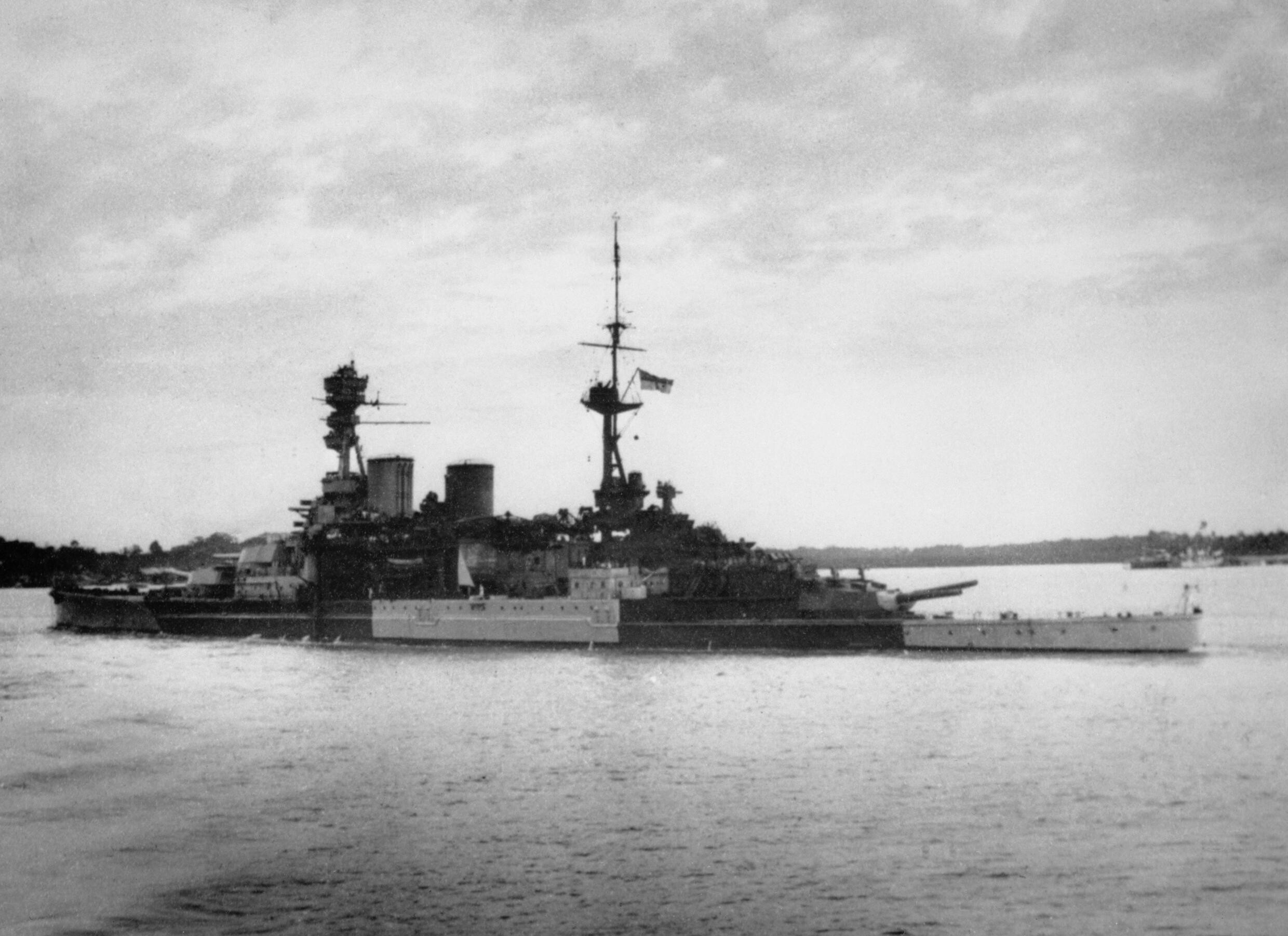
Le HMS Repulse quittant Singapour le 8 décembre 1941
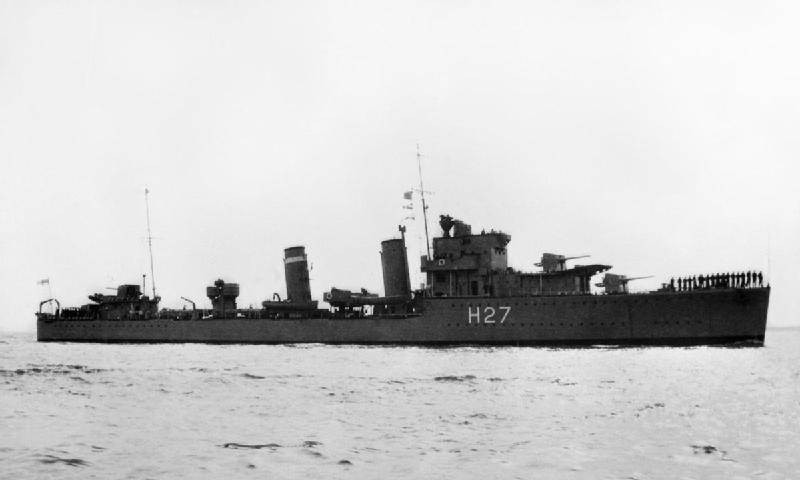
HMS Electra
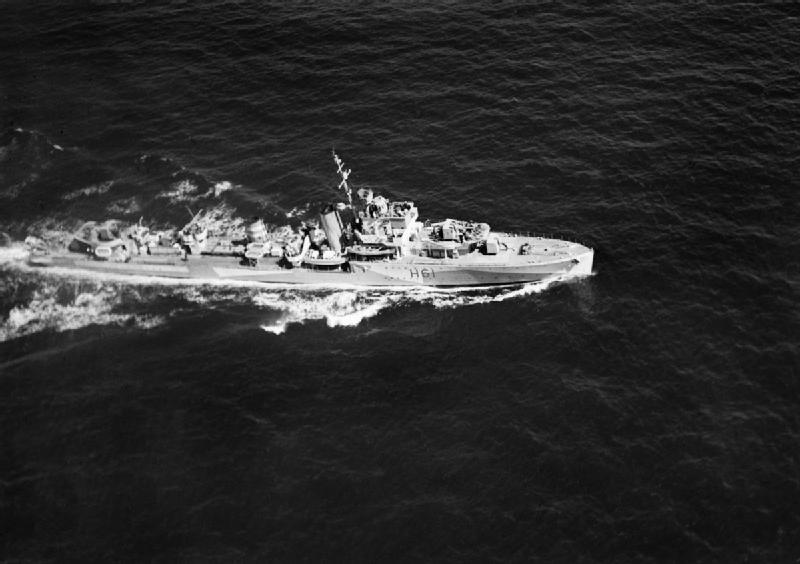
HMS Express
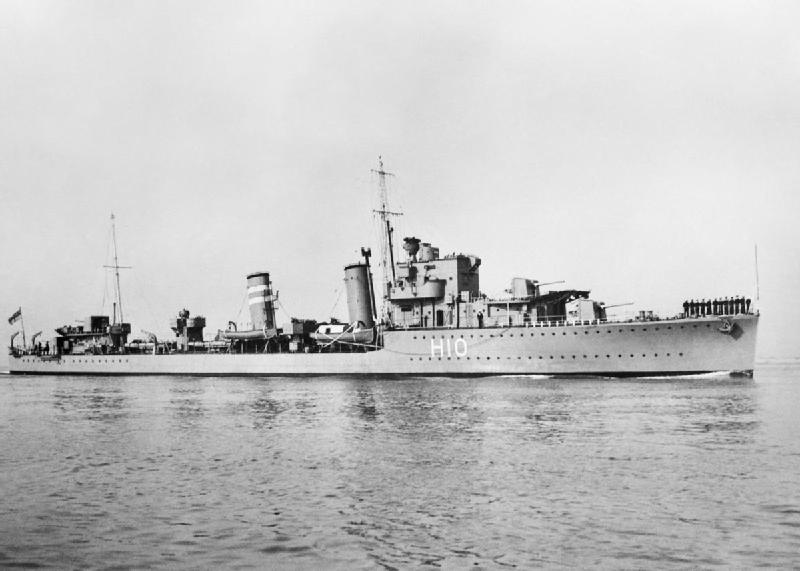
HMS Encounter
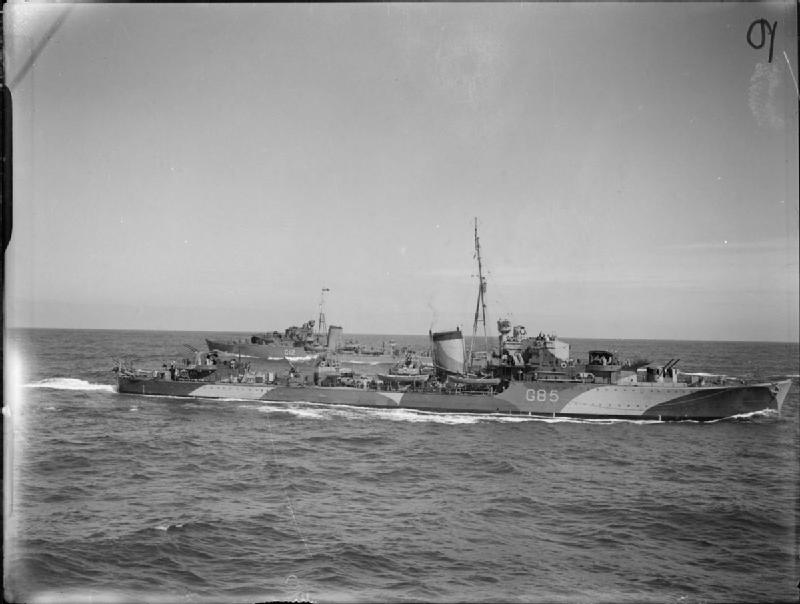
HMS Jupiter
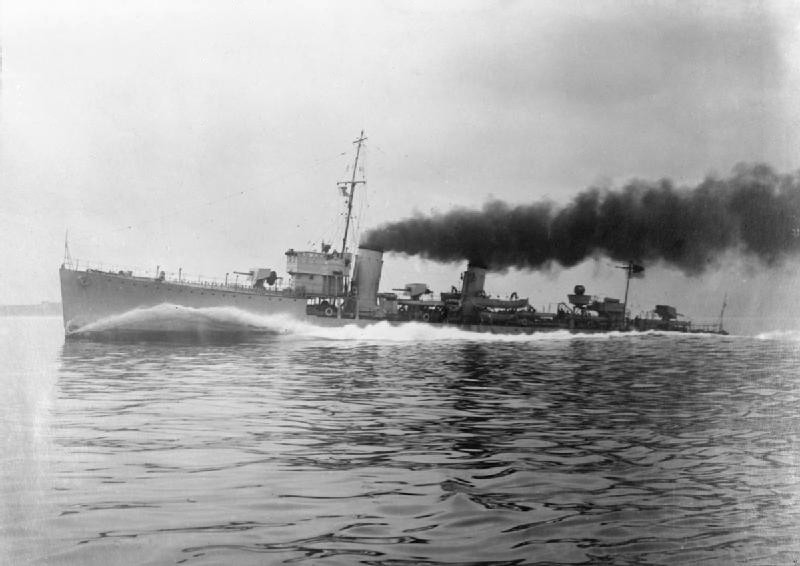
HMS Tenedos en 1921
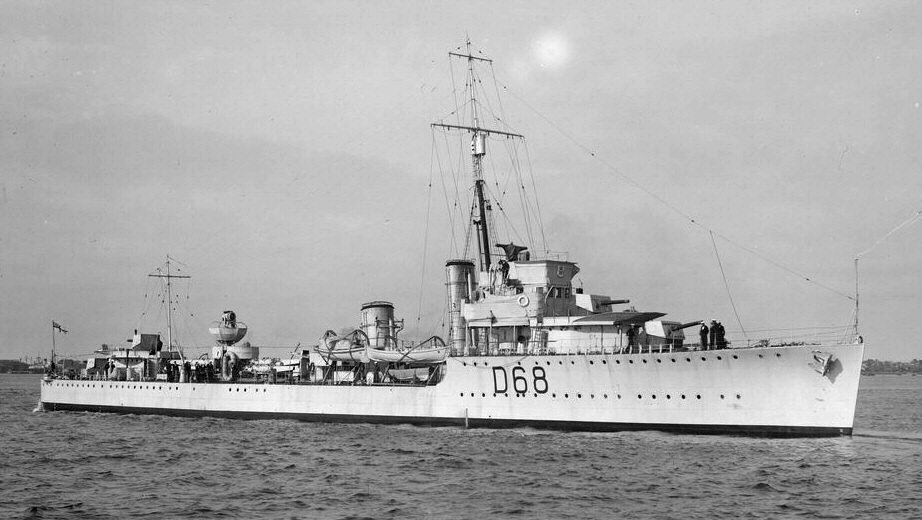
HMAS Vampire

## Sa mission
La force Z arrive à Singapour, le 2 décembre 1941. Elle est chargée d'intercepter les transports japonais qui attaquent la Malaisie. Les HMS Prince of Wales et Repulse sont détruits lors d'une attaque japonaise, le 10 décembre 1941.
À la suite de cette annonce, Winston Churchill déclare : « De toute la guerre, je n'ai jamais reçu choc plus brutal... Toute l'horreur de la nouvelle m'apparut en pleine clarté. Il n'existait plus de navires de lignes britanniques ou américains dans l'océan Indien et le Pacifique, sauf les survivants de Pearl Harbor qui se hâtaient de rentrer en Californie. Le Japon régnait en maître absolu sur cette immense étendue marine et nous, nous étions faibles ou nus de partout.  ».